# 卢兹 (巴西)
卢兹是巴西米纳斯吉拉斯州的一个市镇。总面积172.129平方公里，总人口3688人，人口密度21.4人/平方公里。